# Калану Мик (Хунедоара)
Калану Мик (рум. Călanu Mic) насеље је у Румунији у округу Хунедоара у општини Калан. Oпштина се налази на надморској висини од 229 m.

## Становништво
Према подацима из 2002. године у насељу је живело 145 становника, од којих су сви румунске националности.